# Шолтес, Золтан Иванович
Золтан Шолтес (21 июля 1909, Прьекопа, Кошицкий край — 16 декабря 1990, Ужгород) — советский живописец-пейзажист, заслуженный художник УССР (1975), член Национального Союза художников Украины (1946). Мастер реалистического пейзажа, который продолжает традиции Йосифа Бокшая и Адальберта Эрдели. Жил и работал в Ужгороде.

## Биография
Учился в Ужгородской художественной школе (1930—1933, класс Бокшая и Эрдели). Жил и работал в Ужгороде.
В 1933 году окончил Ужгородскую греко-католическую духовную семинарию. С 1933 года служил священником в селе Ужок на Закарпатье.
С 1945 года становится постоянным участником в республиканских, а с 1946 года и всесоюзных художественных выставок советского союза. В 1946 году стал членом НСХУ.
в 1961 году состоялась персональная выставка в Киеве.
в 1965 году Золтан Шолтес становится главным художником производственных мастерских Художественного фонда. 1965—1972 годах возглавлял художественный совет Художественного фонда Союза художников УССР.
В 1975 г. — заслуженный художник УССР. За вклад в развитие изобразительного искусства был отмечен двумя Почётными грамотами Президиума Верховного Совета УССР.
В 1988 г. — совместная выставка Шолтеса и заслуженного деятеля искусств Украины Гавриила Глюка в Будапеште.

## Работы
Пейзажи Золтана Шолтеса: «Весна» (1945), «Зима на Верховине» (1953), «Зимний вечер» (1956), «Верховина» (1958), «Зима в Жорнаві» (1959), «Колочава весной» (1960), «Раховские полонины» (1962), «Буря над Бескидами» (1968), — хранятся в Музее Украинского Изобразительного Искусства, Закарпатском Художественном Музее, Горловском художественном музее. Другая работы хранятся в музеях Японии, Канады, Словакии, Чехии, Венгрии, Румынии, Польши, Германии, Голландии.